# Frieda Van Tyghem

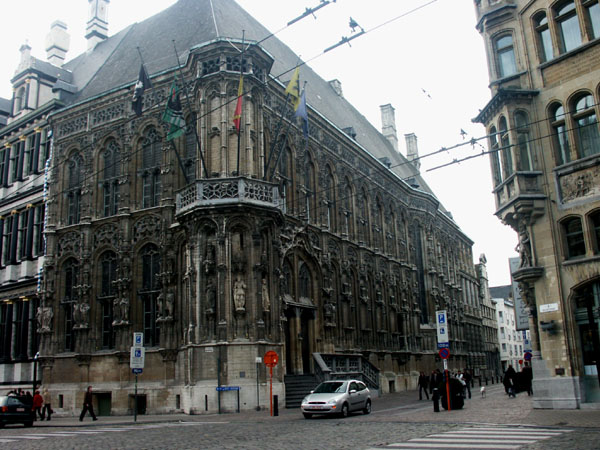
Hôtel de ville de Gand, aile gothique

Frieda Van Tyghem (née en 1933 ) est une historienne de l'art et archéologue belge. Elle est une spécialiste du Moyen Âge et du gothique à Gand et a publié un grand nombre d'ouvrages sur ce thème. Elle est une des premières femmes à enseigner à l'université de Gand.

## Biographie
Frieda van Tyghem (1933) est titulaire d'un doctorat en histoire de l'art et archéologie de l'université de Gand. Elle est chercheuse au Fonds national pour la recherche scientifique de 1958 à 1966. À partir de 1966, elle travaille à l'université de Gand comme première assistante pendant deux ans, puis comme chef de projet et maître de conférence à l'université de Groningue. À partir de 1977 elle enseigne à la Vrije Universiteit Brussel. De 1980 à 1998, elle est professeure à l'Institut supérieur d'histoire de l'art et d'archéologie de l'université de Gand et responsable du séminaire d'histoire de l'architecture et d'archéologie médiévale. Elle enseigne également à Sint-Lucas à Gand.
Elle est nommée professeure émérite de l'Université de Gand.
Ses recherches se concentrent sur l'architecture du Moyen Âge et plus particulièrement sur le gothique à Gand. Grâce à ses recherches approfondies sur les sources, elle est devenue une experte des chantiers de construction, des tailleurs de pierre et des outils de cette période. L'architecture néo-traditionnelle des XVIIIe et XIXe siècles devient également son domaine d'intérêt, et en particulier l'œuvre de l'architecte gantois Jean Pisson (1762-1818). Un certain nombre de ses publications concernent Firmin De Smidt, un professeur d'architecture à l'université de Gand, une personnalité influente et un enseignant à l'école d'art Sint-Lucas de Gand.

## Liste des publications[4]
- (nl) Architectuur en openbare werken te Gent tijdens het Frans bewind (1794-1814), Braine-le-Château, Centre de recherches glyptographiques, 1979
- (nl) avec Beatrix Baillieul et , De Gentse brandweer : 100 jaar in de Academiestraat, Gand, Snoeck-Ducaju, 1993
- (nl) avec Beatrix Baillieul, Greta Milis-Proost et Marie Christine Laleman, Stadsontwikkeling en architectuur, Gand, ville de Gand, 1975
- (nl)Bibliografie van de geschriften van em. prof. dr. Firmin De Smidt, Gand, Gand, Institut supérieur d'histoire de l'art et d'archéologie de l'Université, 1975
- (nl) avec  Ignace De Rijcke-Verheugen, Geert Van Doorne, Johan Vandenhoute, Het stadhuisbeeld door de eeuwen heen : historische iconografie van het Gentse stadhuis, Ville de Gand, 1974 (catalogue)
- (de + en + fr + nl) avec Gaston de Smet, Het stadhuis van Gent, Gand, Snoeck, 1995   (ISBN 978-9053491775)
- (nl) avec Ignace De Wilde, Robert Hoozee, Jean Van Cleven, Rudy Van Quaquebeke, Neogotiek in België, Thielt, Lannoo, 1994 (catalogue)
- (nl) Enkele beschouwingen bij een onderzoek naar de gereedschappen en toestellen gebruikt op de middeleeuwse bouwwerf, Vereniging voor Wetenschap, 1960
- (nl) Het gebruik van mallen door de middeleeuwse steenhouwers, Gand, Institut supérieur d'histoire de l'art et d'archéologie de l'Université, 1966
- (nl) Het genootschap La Concorde en haar afgebroken verenigingsgebouw te Gent, Gand, Institut supérieur d'histoire de l'art et d'archéologie de l'Université, 1972
- (nl) Gereedschappen, toestellen, gebruikt bij de bouw in de Middeleeuwen, vooral gesteund op de afbeeldingen van die tijd (Thèse de master), 1957
- (nl) De gotische bouwkunst in het Zuiden 1150-1500
- (nl) Hoogtepunten uit de Westerse architectuurgeschiedenis, Gand, RUG, 1979
- (nl) avec Firmin Mees, Geert Van Doorne , Architektuur verbrandt ?, Gand, Snoeck-Ducaju, 1993
- (nl) Op en om de middeleeuwse bouwwerf. De gereedschappen en toestellen gebruikt bij het bouwen van de vroege middeleeuwen tot omstreeks 1600. Studie gesteund op beeldende, geschreven en archeologische bronnen, Bruxelles, Académie royale, 1978 (Analyse en ligne (fr))
- (nl) Pisson, Jean Baptiste, architect, Bruxelles, palais des Académies, 1970
- (nl) Smidt, Firmin Jeanne Maurice de, FSC, architect, gewoon hoogleraar Rijksuniversiteit Gent, Bruxelles, palais des Académies, 2002
- (nl) Het stadhuis van Gent, Haarlem, Fibula-Van Dishoeck, 1977
- (nl) Het stadhuis van Gent : voorgeschiedenis, bouwgeschiedenis, veranderingswerken, restauraties, beschrijving, stijlanalyse, Gand, 1975
- (nl)Het tredrad : mechanische reus uit het verleden, Anvers, 1960
- (nl) avec Jean Van Cleven, Het kasteel van Moregem bij Oudenaarde (1792-1798), een merkwaardig ensemble uit de "Directoire"-tijd, Gand, Université, 1988
- (nl) De Vlaamse Kaai te Gent : een typisch voorbeeld van negentiende-eeuws eclectisme, Gand, Institut supérieur d'histoire de l'art et d'archéologie de l'Université, 1975